# Simple Plan Foundation
Simple Plan Foundation é uma fundação criada pelos membros da banda Simple Plan, que tem apoiado grupos sem fins lucrativos, doando para muitas organizações, como o renomado auxílio benefício da MTV Ásia, MADD (Mothers Against Drunk Driving), RADD (Recording Artists, Actors, and Athletes against Drunk Driving), e o Make-A-Wish Foundation. No entanto, depois de terem sido frustrados porque os deputados não sabiam exatamente para onde estava indo seu dinheiro, o Simple Plan members criaram a Simple Plan Foundation (Fundação Simple Plan), uma fundação que incide sobre problemas que vão desde a pobreza, suicídio e toxicodependência. A partir de 9 de dezembro de 2005, a Simple Plan Foundation tinha levantado mais de 1.000.000 dólares.

## Planos
Em junho de 2008, Bouvier anunciou planos para a fundação de distribuir 100.000 dólares para organizações que ajuda crianças e famílias com dificuldades devido a doenças ou deficiências. Selecionadas organizações incluídas Children's Wish Foundation, Kids Help Phone, e War Child Canadá, bem como o Colégio Beaubois (colégio onde estudaram todos os membros da banda, exceto David Desrosiers). 
Além disso, os membros organizaram um benefício para a Fundação em agosto. Enquanto o show de janeiro da banda em Montreal havia sido para beneficiar a fundação, este foi descrito como o primeiro evento fundraising. Consistia de um brunch e desempenho acústico. 
Em outubro de 2008, a banda anunciou uma versão especial, sobre iTunes, da única Save You, em benefício da Fundação, com um vídeo especial com a participação de sobreviventes de câncer. A canção foi inspirada pela luta contra o câncer de Jay Bouvier, irmão do vocalista da banda Pierre Bouvier e também à mãe de Jeff Stinco que superou o câncer.